# كريسبين غلوفير
كريسبين غلوفير (بالإنجليزية: Crispin Glover)‏ ممثل أمريكي من مواليد 20 أبريل 1964.
مثل دور جورج ماكفلاي في العودة إلى المستقبل.

## مواقع خارجية
- كريسبين غلوفير على موقع IMDb (الإنجليزية)
- كريسبين غلوفير على موقع قاعدة بيانات الأفلام العربية
- كريسبين غلوفير على موقع ألو سيني (الفرنسية)
- كريسبين غلوفير على موقع ميوزك برينز (الإنجليزية)
- كريسبين غلوفير على موقع أول موفي (الإنجليزية)
- كريسبين غلوفير على موقع قاعدة بيانات الأفلام السويدية (السويدية)
- كريسبين غلوفير على موقع إن إن دي بي (الإنجليزية)
- كريسبين غلوفير على موقع ديسكوغز (الإنجليزية)
- كريسبين غلوفير على موقع قاعدة بيانات الفيلم (الإنجليزية)
- كريسبين غلوفير على موقع كينوبويسك (الروسية)